# Саєнко Олександр Сергійович
Олекса́ндр Сергі́йович Сає́нко (англ. Oleksandr Saienko, нар. 29 лютого 1984, м. Київ) — український державний і політичний діяч, кандидат юридичних наук, заслужений юрист України, адвокат.
Займав посаду Міністра Кабінету Міністрів України з 14 квітня 2016 року до 29 серпня 2019 року.
В Уряді Володимира Гройсмана відповідав за реалізацію пріоритетних реформ та координацію роботи Секретаріату Кабміну і за взаємодію з Верховною Радою України.
Очолював Офіс реформ Прем'єр-міністра України.
Входив до складу Номінаційного комітету з відбору керівників особливо важливих для економіки державних підприємств.
Був обраний Почесним президентом Національної Федерації Самбо України (6 вересня 2017 року, на позачерговій конференції НФСУ).
Вільно володіє трьома мовами: українська, англійська, російська.

## Освіта
У 2003 році з відзнакою закінчив юридичний факультет Київського професійно-педагогічного коледжу ім. А. Макаренка.
У 2006 році — закінчив Національну академію державної податкової служби України за спеціальністю «Правознавство»
З 2006 по 2009 роки — аспірант Інституту законодавства Верховної Ради України.
У 2011 році проходив навчання у Канадській школі державної служби  та Центрі креативного лідерства (США)

## Кар'єра
2003 рік — провідний спеціаліст Управління праці та соціального захисту населення Шевченківської райдержадміністрації м. Києва.
2004 рік — провідний спеціаліст управління правового забезпечення бюджетної політики у Міністерстві економіки та з питань європейської інтеграції.
2005 рік — головний консультант відділу юридичного забезпечення та нормопроектування у Центрі сприяння інституційному розвитку державної служби Головного управління державної служби України, начальник відділу міжнародного співробітництва.
2006 рік — старший державний податковий інспектор Державної податкової служби в Київській області. З квітня по вересень 2006 року — начальник відділу європейської інтеграції та міжнародного співробітництва Управління стратегічного розвитку та ефективності державної служби у Головному управлінні державної служби України. У жовтні 2006 року — переведений на посаду начальника відділу міжнародного співробітництва Центру сприяння інституційному розвитку державної служби Головного управління державної служби України. У подальшому займав посаду першого заступника директора Центру адаптації державної служби до стандартів ЄС.
2009 рік — директор Школи вищого корпусу державної служби(м. Київ).
Працював над концепцією адміністративної реформи. Брав участь у проведенні функціонального аудиту міністерств, роботі над новою редакцією закону «Про державну службу», супроводжував оцінювання у 2006 році системи державного управління за показниками Sigma, запровадженні в Україні інструментів інституційної розбудови Twinning, TAIEX, створення груп аналізу політики в державних органах.
Проходив стажування в Офісі публічних призначень Ірландії (2010) та Міністерстві економіки Франції (2009).
Співавтор ряду публікацій на тему реформи державного управління та державної служби. Зокрема, Плану модернізації державного управління (2010) та Порядку денного нового міністра (2008).
2011—2013 роки — працював у Міжнародному благодійному фонді «Фонд економічних реформ в Україні» (м. Київ) на посаді консультант з економічних питань. Координатор Координаційного центру з упровадження економічних реформ (поза штатом)
Один з авторів реформи системи надання адміністративних послуг, метою якої є підвищення їх якості і доступності для громадян. Співавтор закону «Про адміністративні послуги» та Науково-практичного коментаря до нього. Ініціатор розбудови мережі центрів надання адміністративних послуг та розширення спектру послуг, які ними надаються
2014 рік — радник Віце-прем'єр-міністра — Міністра регіонального розвитку, будівництва та ЖКГ України Гройсмана В. Б.
2015 року — керівник Секретаріату Голови Верховної Ради України ВРУ Гройсмана В. Б.
2016—2019 роки — Міністр Кабінету Міністрів України.
2019 рік — кандидат у народні депутати від партії «Українська Стратегія Гройсмана» на парламентських виборах 2019 року, № 3 у списку.
2020 рік — отримав статус адвоката, почав адвокатську практику.
2021 рік — викладач, доцент кафедри конституційного адміністративного та кримінального права Київського національного економічного університету імені В. Гетьмана.

## Урядова діяльність
В Уряді Володимира Гройсмана відповідав за реалізацію пріоритетних реформ, координацію роботи Секретаріату Кабінету Міністрів України та взаємодію з Верховною Радою України. Очолював Офіс реформ Прем'єр-міністра України.
Одна з головних зон відповідальності — реформа державного управління, яка розпочалася в травні 2016 року з набуттям чинності Закону України «Про державну службу» та була визначена одною з пріоритетних для Уряду реформ. У 2017 році був призначений Головою Координаційної ради з питань реформи державного управління.
Очолював Робочу групу з питань приватизації. Входив до складу Номінаційного комітету з відбору керівників особливо важливих для економіки державних підприємств.
У 2016 році впроваджено інститут державних секретарів, які перебирають на себе адміністративні функції, що дозволяє Міністрам сконцентруватись на політичній складовій роботи. При цьому нововведення забезпечує сталість роботи міністерств. Держсекретарів міністерств обирають строком на 5 років через відкриті конкурси.
- Запровадження циклу аналізу політики, як обов'язкових процедур для розробки всіх урядових рішень.
- Запровадженні електронного урядування. У серпні 2016 року Кабмін повністю перейшов на електронний документообіг з центральними органами виконавчої влади[7].
- посиленні кадрової та інституційної спроможності усіх міністерств та Секретаріату Кабміну.

26 квітня 2016 року на засіданні Уряду Олександр Саєнко презентував концепцію реформи міністерств.
В ході цієї реформи пропонувалося обрати 9 «пілотних» міністерств та Секретаріат Кабміну, за зразком яких пізніше реформуватимуться всі інші міністерства.
Реформа міністерств включала етап аналізу функцій міністерств, що здійснюють робочі групи за участі експертів з ЄС; залучення фахівців (анонсовано 1000 нових посад фахівців з питань реформ), запровадження системи електронної взаємодії (СЕВ).
26 квітня 2017 року Урядом було схвалено запропоновану О. Саєнком концепцію реформування міністерств.
1 червня 2017 року Олександра Саєнка призначено керівником Наглядової ради EUACI від уряду України.

## Родина
Одружений, має четверо дітей (доньку Єву, синів Володимира, Андрія та Давида)

## Хобі
Самбо, шахи.

## Відзнаки
- Заслужений юрист України (2016 рік).
- Нагороджений подякою Головного управління державної служби України (2011 р.).
- Кандидат юридичних наук (2021 р.).
- Орден Федерації самбо України «За заслуги» І ступеня.
- Пам'ятний знак «За сприяння державній охороні України».
- Пам'ятний знак Управління державної охорони «За честь і славу» ІІІ ступеня.